# Stubenberg (Bawaria)
Stubenberg – miejscowość i gmina w Niemczech, w kraju związkowym Bawaria, w rejencji Dolna Bawaria, w regionie Landshut, w powiecie Rottal-Inn, wchodzi w skład wspólnoty administracyjnej Ering. Leży około 18 km na południowy wschód od Pfarrkirchen.

## Demografia
| Rok  | Liczba mieszk. |
| ---- | -------------- |
| 1970 | 1 191          |
| 1987 | 1 307          |
| 2000 | 1 402          |

## Oświata
(na 1999)

W gminie znajduje się przedszkole (25 miejsc i 32 dzieci) oraz szkoła podstawowa (4 nauczycieli, 111 uczniów).